# Szermierka na Igrzyskach Azjatyckich 2014
Szermierka na Igrzyskach Azjatyckich 2014 odbywał się w dniach 20–25 września 2014 roku. Rywalizacja odbywała się w Goyang Gymnasium w Goyang w dwunastu konkurencjach.

## Podsumowanie

### Klasyfikacja medalowa
| Klasyfikacja medalowa | Klasyfikacja medalowa | Klasyfikacja medalowa | Klasyfikacja medalowa | Klasyfikacja medalowa | Klasyfikacja medalowa |
| Miejsce               | państwo               | Złoto                 | Srebro                | Brąz                  | Razem                 |
| --------------------- | --------------------- | --------------------- | --------------------- | --------------------- | --------------------- |
| 1                     | Korea Południowa      | 8                     | 6                     | 3                     | 17                    |
| 2                     | Chiny                 | 3                     | 4                     | 5                     | 12                    |
| 3                     | Japonia               | 1                     | 1                     | 3                     | 5                     |
| 4                     | Iran                  | 0                     | 1                     | 0                     | 1                     |
| 5                     | Hongkong              | 0                     | 0                     | 8                     | 8                     |
| 6                     | Kazachstan            | 0                     | 0                     | 2                     | 2                     |
| =                     | Wietnam               | 0                     | 0                     | 2                     | 2                     |
| 8                     | Singapur              | 0                     | 0                     | 1                     | 1                     |
| Razem                 | Razem                 | 12                    | 12                    | 24                    | 48                    |

### Medaliści
| Konkurencja          | 1. miejsce                                                                            | 2. miejsce                                                                     | 3. miejsce |           |
| Mężczyźni            | Mężczyźni                                                                             | Mężczyźni                                                                      | Mężczyźni | Mężczyźni |
| -------------------- | ------------------------------------------------------------------------------------- | ------------------------------------------------------------------------------ | --- | --------- |
| Floret indywidualnie | Ma Jianfei                                                                            | Heo Jun                                                                        | Chen Haiwei Yūki Ōta |           |
| Floret drużynowo     | Japonia · Kenta Chida · Daiki Fujino · Ryo Miyake · Yūki Ōta                          | Chiny · Chen Haiwei · Lei Sheng · Li Chen · Ma Jianfei                         | Hongkong · Cheung Ka Long · Cheung Siu Lun · Nicholas Choi · Yeung Chi Ka Korea Południowa · Heo Jun · Kim Hyo-gon · Kim Min-kyu · Son Young-ki                               |           |
| Szabla indywidualnie | Gu Bon-gil                                                                            | Kim Jung-hwan                                                                  | Lam Hin Chung Sun Wei |           |
| Szabla drużynowo     | Korea Południowa · Gu Bon-gil · Kim Jung-hwan · Oh Eun-seok · Won Woo-young           | Iran · Mojtaba Abedini · Farzad Baher · Ali Pakdaman · Mohammad Rahbari        | Hongkong · Cyrus Chang · Lam Hin Chung · Low Ho Tin · Yan Hon Pan Chiny · Fang Xin · Sun Wei · Tan Sheng · Xu Yingming                                                        |           |
| Szpada indywidualnie | Jung Jin-sun                                                                          | Park Kyoung-doo                                                                | Nguyễn Tiến Nhật Lim Wei Wen |           |
| Szpada drużynowo     | Korea Południowa · Jung Jin-sun · Kweon Young-jun · Park Kyoung-doo · Park Sang-young | Japonia · Kazuyasu Minobe · Keisuke Sakamoto · Masaru Yamada                   | Wietnam · Nguyễn Phước Đến · Nguyễn Tiến Nhật · Phạm Hùng Dương · Trương Trần Nhật Minh Kazachstan · Dmitrij Aleksanin · Elmir Alimżanow · Dmitrij Griaznow · Ruslan Kurbanov |           |
| Kobiety              |                                                                                       |                                                                                | |           |
| Floret indywidualnie | Jeon Hee-sook                                                                         | Le Huilin                                                                      | Lin Po Heung Nam Hyun-hee |           |
| Floret drużynowo     | Korea Południowa · Jeon Hee-sook · Kim Mi-na · Nam Hyun-hee · Oh Ha-na                | Chiny · Chen Bingbing · Le Huilin · Liu Yongshi · Wang Chen                    | Japonia · Karin Miyawaki · Shiho Nishioka · Haruka Yanaoka Hongkong · Cheng Hiu Lam · Kimberley Cheung · Lin Po Heung · Liu Yan Wai                                           |           |
| Szabla indywidualnie | Lee Ra-jin                                                                            | Kim Ji-yeon                                                                    | Li Fei Shen Chen |           |
| Szabla drużynowo     | Korea Południowa · Hwang Seon-a · Kim Ji-yeon · Lee Ra-jin · Yoon Ji-su               | Chiny · Li Fei · Qian Jiarui · Shen Chen · Yu Xinting                          | Hongkong · Au Sin Ying · Karen Chang · Jenny Ho · Lam Hin Wai Kazachstan · Diana Pamansza · Tamara Poczekutowa · Tatjana Prichodʹko · Julija Żywica                           |           |
| Szpada indywidualnie | Sun Yujie                                                                             | Shin A-lam                                                                     | Vivian Kong Choi In-jeong |           |
| Szpada drużynowo     | Chiny · Hao Jialu · Sun Yiwen · Sun Yujie · Xu Anqi                                   | Korea Południowa · Choi Eun-sook · Choi In-jeong · Kim Myoung-sun · Shin A-lam | Japonia · Rie Ohashi · Ayaka Shimookawa · Ayumi Yamada Hongkong · Chu Ka Mong · Vivian Kong · Coco Lin · Yeung Chui Ling                                                      |           |